# 伊藤柏翠
伊藤 柏翠（いとう はくすい 1911年5月15日 - 1999年9月1日）は、東京府出身の俳人。本名勇。 父櫻孝太郎、母大久保喜久。父の友人伊藤専蔵の養子となり、義母・義父の死別により若くして天涯孤独の身となる。1929年、結核のため鎌倉鈴木療養所に入所。1931年より作句、翌年「ホトトギス」初入選。1934年、鎌倉俳句会で高浜虚子、星野立子、松本たかしに会う。1939年、療養所で同じく結核をわずらっていた森田愛子と会う。1942年、愛子を追って三国を訪れ同居。1945年「花鳥」創刊、主宰。1947年愛子死去。のち高浜虚子が愛子をモデルに小説「虹」を書き、柏翠もその恋人のモデルとなった。
1949年、三国で料亭「虹屋」開業。1953年山下千鶴と結婚。1958年、永平寺で得度。1987年、日本伝統俳句協会が設立され常任理事に就任。のち副会長。1995年、「ホトトギス」同人会長に就任。1999年7月、「花鳥」主宰を坊城中子に譲り、同年9月1日死去。句集に『虹』（森田愛子との共著）『花鳥』『花鳥禅』、著書に『柏翠自伝』などがある。品格高く艶のある句風であった。福井県鯖江市に伊藤柏翠俳句記念館が建てられている。